# Yair Minsky
Yair Nathan Minsky (* 9. November 1962 in Jerusalem) ist ein US-amerikanischer Mathematiker, der sich mit niedrigdimensionaler Topologie und Kleinschen Gruppen befasst.

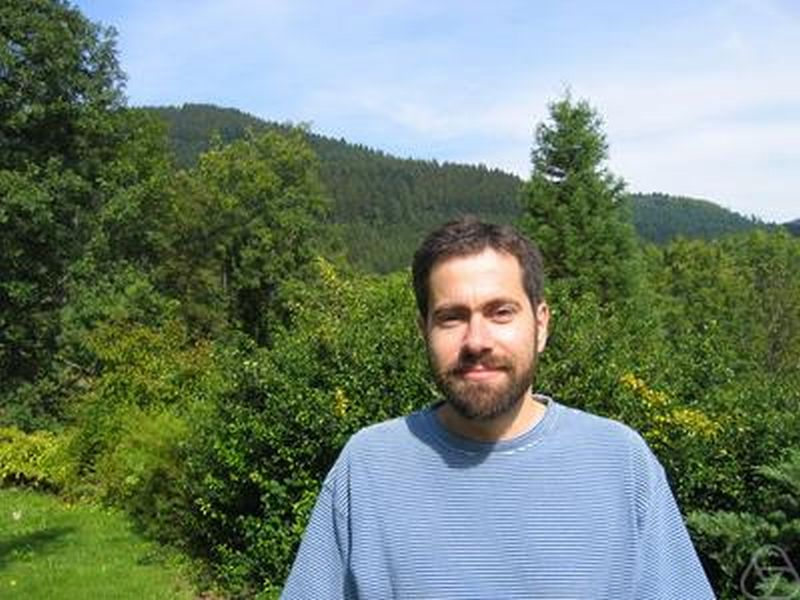
Yair Minsky, Oberwolfach 2004

Minsky wurde 1989 in Princeton bei William Thurston promoviert (Harmonic maps and hyperbolic geometry). Er war Professor an der State University of New York at Stony Brook (SUNY) und ist Professor an der Yale University. Von 1995 bis 1999 war er Sloan Research Fellow.
Minsky befasst sich mit Topologie dreidimensionaler Mannigfaltigkeiten, hyperbolischer Geometrie, Teichmüllertheorie, holomorpher Dynamik und kombinatorischer Gruppentheorie.
Mit Jeffrey Brock und Richard Canary gab er 2004 einen Beweis der Ending Lamination Conjecture von Thurston (unabhängig auch von Mary Rees).
2023 wurde Minsky in die American Academy of Arts and Sciences gewählt.

## Schriften
- Harmonic maps into hyperbolic 3-manifolds. In: Transactions of the American Mathematical Society. Band 332, Nr. 2, 1992, S. 607–632, doi:10.2307/2154187.
- Harmonic maps, length, and energy in Teichmüller space. In: Journal of Differential Geometry. Band 35, Nr. 1, 1992, S. 151–217, doi:10.4310/jdg/1214447809.
- Teichmüller geodesics and ends of hyperbolic 3-manifolds. In: Topology. Band 32, Nr. 3, 1992, S. 625–647, doi:10.1016/0040-9383(93)90013-L.
- On rigidity, limit sets, and end invariants of hyperbolic 3-manifolds. In: Journal of the American Mathematical Society. Band 7, Nr. 3, 1994, S. 539–588, doi:10.1090/S0894-0347-1994-1257060-3.
- mit Richard D. Canary: On limits of tame hyperbolic 3-manifolds. In: Journal of Differential Geometry. Band 43, Nr. 1, 1996, S. 1–41, doi:10.4310/jdg/1214457896.
- mit Mikhail Lyubich: Laminations in holomorphic dynamics. In: Journal of Differential Geometry. Band 47, Nr. 1, 1997, S. 17–94, doi:10.4310/jdg/1214460037.
- The classification of punctured-torus groups. In: Annals of Mathematics. Serie 2, Band 149, Nr. 3, 1999, S. 559–626, doi:10.2307/120976.
- mit Richard D. Canary, Edward C. Taylor: Spectral theory, Hausdorff dimension and the topology of hyperbolic 3-manifolds. In: The Journal of Geometric Analysis. Band 9, Nr. 1, 1999, S. 18–40, doi:10.1007/BF02923086.
- mit Howard A. Masur: Geometry of the complex of curves I: Hyperbolicity. In: Inventiones Mathematicae. Band 138, Nr. 1, 1999, S. 103–149, doi:10.1007/s002220050343; Geometry of the complex of curves II: Hierarchical structure. In: Geometric and Functional Analysis. Band 10, Nr. 4, 2000, S. 902–974, doi:10.1007/PL00001643.
- Bounded geometry for Kleinian groups. In: Inventiones Mathematicae. Band 146, Nr. 1, 2001, S. 143–192, doi:10.1007/s002220100163.
- Geometrical and combinatorial aspects of hyperbolic 3-manifolds. In: Yohei Komori, Vladimir Markovic, Caroline Series (Hrsg.): Kleinian groups and hyperbolic 3-manifolds. Proceedings of the Warwick Workshop, September 11–14, 2001 (= London Mathematical Society Lecture Note Series. 299). Cambridge University Press, Cambridge u. a. 2003, ISBN 0-521-54013-5, S. 3–40.
- als Herausgeber mit Makoto Sakuma, Caroline Series: Spaces of Kleinian groups (= London Mathematical Society Lecture Note Series. 329). Cambridge University Press, Cambridge 2006, ISBN 0-521-61797-9.
- mit Jason A. Behrstock: Dimension and rank for mapping class groups. In: Annals of Mathematics. Serie 2, Band 167, Nr. 3, 2008, S. 1055–1077, doi:10.2307/40345371.
- The classification of Kleinian surface groups, I: Models and bounds. In: Annals of Mathematics. Serie 2, Band 171, Nr. 1, 2010, S. 1–107, doi:10.2307/27799198.
- mit Jeffrey F. Brock, Richard D. Canary: The classification of Kleinian surface groups, II: The ending lamination conjecture. In: Annals of Mathematics. Serie 2, Band 176, Nr. 1, 2012, S. 1–149, doi:10.2307/23234164.
- mit Jason Behrstock, Bruce Kleiner, Lee Mosher: Geometry and rigidity of mapping class groups. In: Geometry & Topology. Band 16, Nr. 2, 2012, S. 781–888, doi:10.2140/gt.2012.16.781.
- On dynamics of Out(Fn) on PSL2(ℂ) characters. In: Israel Journal of Mathematics. Band 193, 2013, S. 47–70, doi:10.1007/s11856-012-0086-0.
- als Herausgeber mit Mikhail Lyubich, John Milnor: Laminations and foliations in dynamics, geometry and topology. Proceedings of the conference on laminations and foliations in dynamics, geometry and topology, May 18–24, 1998, SUNY at Stony Brook (= Contemporary Mathematics. 269). American Mathematical Society, Providence RI 2001, ISBN 0-8218-1985-2.

## Homepage
- Homepage
- Yair N. Minsky in der Datenbank zbMATH